# Edward Smith
Vous lisez un « article de qualité » labellisé en 2010.
Pour les articles homonymes, voir Edward Smith (homonymie) et Smith.
Edward John Smith, né le 27 janvier 1850 à Hanley (Royaume-Uni) et mort le 15 avril 1912 dans l'océan Atlantique, est un marin britannique. Élevé dans un milieu populaire, il quitte tôt l'école pour s'engager dans la marine marchande. Après avoir obtenu son brevet de capitaine au long cours, il entre au service de la White Star Line, prestigieuse compagnie britannique. Il gravit rapidement les échelons, et obtient en 1887 son premier commandement à bord du Celtic. Il commande par la suite de nombreux navires de la compagnie, notamment le Majestic, qu'il commande pendant plus de sept ans.
Smith acquiert progressivement une forte popularité de par son caractère agréable et imposant, qui lui vaut l'affection de nombreux passagers. En 1904, il devient le commodore de la compagnie, et est désormais chargé de commander ses navires amiraux. Il commande ainsi successivement le Baltic, l’Adriatic, l’Olympic et le Titanic. Il est à cette époque le marin le mieux payé, et sa popularité est telle que certains n'acceptent de voyager qu'avec lui. Jusqu'en 1911, sa carrière n'est troublée que par deux missions de transport de troupes lors de la guerre des Boers.
La situation change en 1911. Commandant du tout nouveau paquebot de la compagnie, l’Olympic, Smith ne parvient pas à empêcher une collision avec le croiseur Hawke dans le port de Southampton. L'année suivante, il est « le seul maître à bord après Dieu » du Titanic, qui heurte un iceberg le 14 avril 1912, et coule le lendemain à 2 heures 20. Smith périt dans le naufrage, à l'âge de 62 ans. Il est représenté dans de nombreux films consacrés à la catastrophe, et plusieurs hommages lui ont été rendus.

## Biographie

### Jeunesse et éducation
Edward John Smith est né le 27 janvier 1850, à Hanley en Angleterre. Il est le fils du potier Edward Smith et de l'épicière Catherine Smith. Le quartier où il grandit est un quartier pauvre, et peu de ses habitants parviennent à y mener une carrière brillante. En effet, en 1900, la mortalité infantile y est encore d'un enfant sur quatre, et beaucoup d'enfants travaillent très tôt dans l'industrie de la poterie. Les registres paroissiaux mentionnent également de nombreuses morts dues à des maladies, ce qui explique que peu d'enfants de cette région ont pu aspirer à un avenir radieux. Par la suite, ses parents déménagent pour ouvrir une épicerie.
Smith reçoit une bonne éducation à l'Etruria British School qu'il quitte cependant à l'âge de 13 ans. Il rejoint ensuite le monde maritime et s'embarque sur divers navires comme mousse. Les conditions de travail sont difficiles et le travail dangereux, mais Smith parvient à surmonter ces épreuves. En 1869, il embarque comme apprenti à bord du Senator Weber de la compagnie A. Gibson & Co. de Liverpool.
En 1875, il obtint son brevet de capitaine et sert comme quatrième officier à bord du Lizzie Fennell l'année suivante.

### Premières années au service de la White Star Line

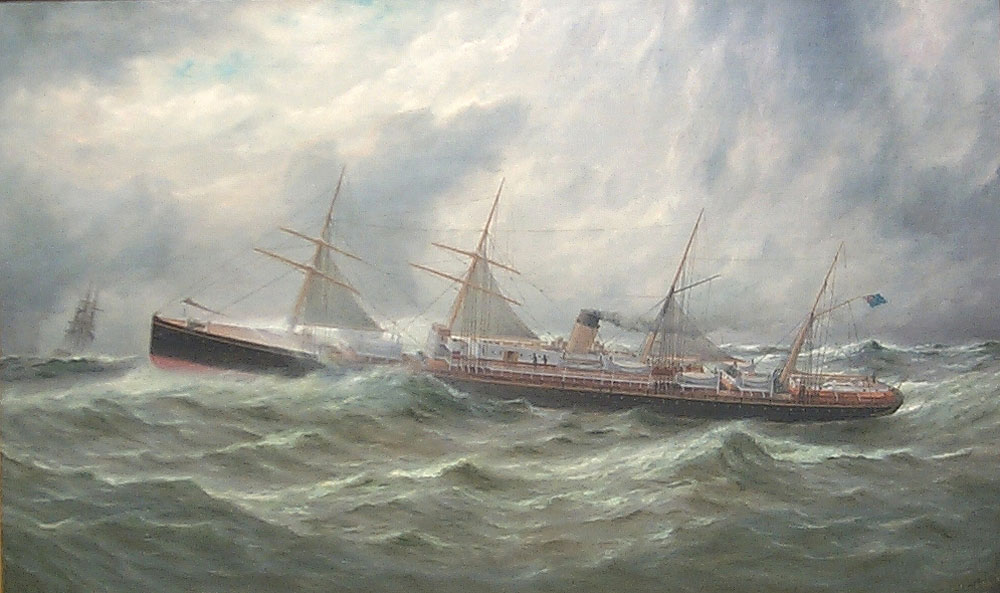
Les premières affectations de Smith au sein de la White Star Line se sont faites à bord de l’Adriatic et de son jumeau le Celtic.

En 1886, Smith est engagé par la White Star Line et débute comme quatrième officier à bord du Celtic. Il sert à bord, puis commande de nombreux navires de la compagnie : le Britannic, le Republic, le Celtic, le Coptic, l’Adriatic, le Runic, le Cufic, et le Germanic. À l'exception du Coptic, sur lequel il sert en 1889, les autres navires qu'il commande sillonnent l'Atlantique Nord.
En 1895, Smith prend le commandement du Majestic sans interruption jusqu'en 1902, date à laquelle le navire subit une refonte. Lors de la guerre des Boers, Smith et son navire sont réquisitionnés pour deux traversées afin d'assurer le transport de troupes à destination du Cap. En 1901, il doit également faire face à un cas de combustion spontanée dans l'une des soutes à charbon du paquebot mais l'incident est sans gravité. L'événement se répète à deux reprises dans sa carrière, tout d'abord sur le Baltic en 1906 puis sur le Titanic lors de son unique voyage en avril 1912. En 1902, toujours commandant du Majestic, Smith doit manœuvrer pour éviter des icebergs. De décembre 1902 à mai 1903, le Majestic est refondu et Smith est muté à bord du Germanic. Il retourne ensuite sur son paquebot préféré qu'il commande encore une année, avant de devenir commodore de la compagnie.
Concernant sa vie familiale, Smith se marie le 12 juillet 1887 avec Sarah Eleanor Pennington (1861-1931) dont il aura une fille, Helen Melville Smith (1898-1973). Tous trois vivent à Southampton dans une maison par la suite détruite pendant la Seconde Guerre mondiale. Sarah Eleanor Smith meurt renversée par un bus le 29 avril 1931. En 1923, Helen Melville Smith devient mère de jumeaux, Simon et Priscilla. Simon meurt au combat en 1944, durant la Seconde Guerre mondiale, en tant pilote de la Royal Air Force, tandis que Priscilla succombe à la poliomyélite trois ans plus tard. Aucun des deux n'a eu d'enfants.

### Commodorede la White Star

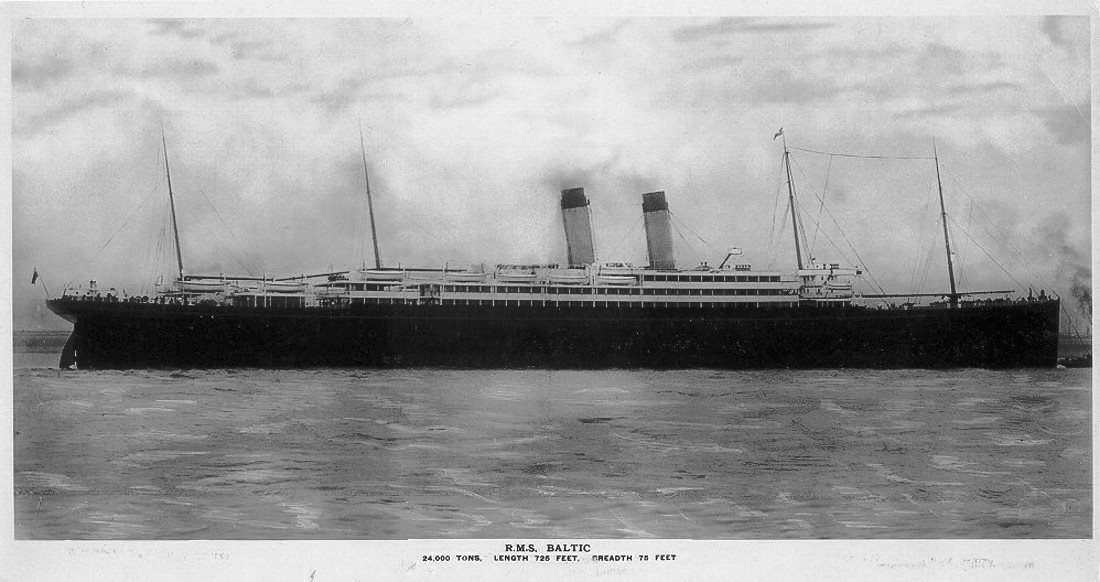
En tant que commodore de la White Star, Edward Smith a commandé successivement quatre vaisseaux amiraux de la compagnie, dont le premier est le Baltic.

En 1904, Smith devient le commodore de la White Star Line, cela signifie qu'il commande le navire le plus imposant de la compagnie, de sa mise en service à l'arrivée d'un nouveau navire plus imposant. Il commande ainsi le Baltic, troisième navire de la série des Big Four, lors de son voyage inaugural le 29 juin 1904.
Trois ans plus tard, le 8 mai 1907, il prend le commandement de l’Adriatic, sister-ship du précédent,. Peu après son arrivée à New York lors du voyage inaugural, il fait une déclaration concernant sa carrière passée :

« […] de toute ma carrière, je n’ai jamais connu d’accident d’aucune sorte qui vaille la peine d’être mentionné. Pendant toutes ces années passées en mer, je n’ai vu qu’un seul navire en détresse […]. Je n’ai jamais vu de naufrage et je n’ai jamais fait naufrage moi-même, ni été dans une situation difficile qui menaçait de tourner au désastre […]. Je ne peux pas imaginer qu’un désastre quelconque se produise avec ce navire : la construction navale moderne a dépassé ce stade,. »

Cependant, Smith a connu quelques incidents dans sa carrière. Il a ainsi échoué l’Adriatic en 1909 à New York, de même que le Coptic fin 1889 à Rio lorsqu'il commandait, mais ces accidents étaient sans conséquences durables. Alors qu'il commande l’Adriatic, il gagne le surnom de « roi des tempêtes ».

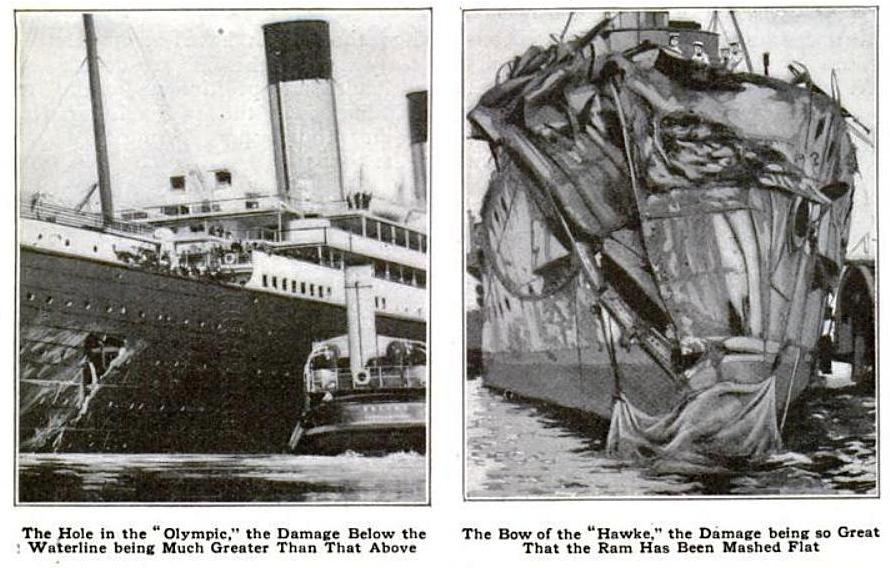
Le premier accident notable de la carrière de Smith s'est produit en septembre 1911 entre l’Olympic et le croiseur, occasionnant de lourds dommages aux deux navires.

Parmi ses nombreux surnoms, le plus connu est celui de «Commandant des Millionnaires». En effet, Smith est très apprécié dans le milieu maritime. C'est un homme tranquille, rassurant et calme. De nombreux passagers parmi les plus riches du monde l'apprécient, et certains ne veulent voyager qu'avec lui. Les marins ont le même avis le concernant, et aiment voyager avec lui. Charles Lightoller, deuxième officier du Titanic écrit ainsi dans ses mémoires que Smith était le type même du capitaine bienveillant à la voix calme sans pour autant manquer d'autorité. Il mentionne notamment la dextérité avec laquelle il manœuvrait ses navires à toute vitesse dans les chenaux menant au port de New York. Smith est le marin le mieux payé de son époque, avec un salaire annuel de 1 250 livres sterling (soit environ 130 000 livres sterling de 2015) et une prime de non-collision de 200 livres. En comparaison, Henry Wilde, son second sur le Titanic, touche pour sa part 300 livres par an.
Après les Big Four, la White Star décide de mettre en service une nouvelle série de paquebots aux proportions inégalées, ceux de la classe Olympic. En tant que commodore de la compagnie, Smith doit donc commander chacun de ces navires. Il prend le commandement de l’Olympic pour son voyage inaugural le 14 juin 1911. Avant la traversée, il fait visiter le paquebot au roi d'Espagne Alphonse XIII, qui apprécie tant la visite qu'il envoie personnellement une lettre de condoléances à Eleanor Smith après la mort de son mari dans le naufrage du Titanic. Le succès de ce voyage inaugural est cependant entaché par une légère collision avec un remorqueur dans le port de New York.
Le premier incident grave de la carrière de Smith survient le 20 septembre suivant. Alors que l’Olympic quitte le port de Southampton, les machines du navire attirent un croiseur de la Royal Navy, le Hawke qui heurte violemment le paquebot, obligeant la White Star à l'envoyer dans les chantiers navals Harland & Wolff. La responsabilité de l'accident n'est cependant pas rejetée sur Smith mais sur le pilote chargé de la manœuvre en zone côtière. À la fin des réparations, il reprend le commandement du paquebot jusqu'au 30 mars 1912, date à laquelle il cède le navire au capitaine Herbert Haddock.

### Commandant duTitanic

#### Préparatifs et départ

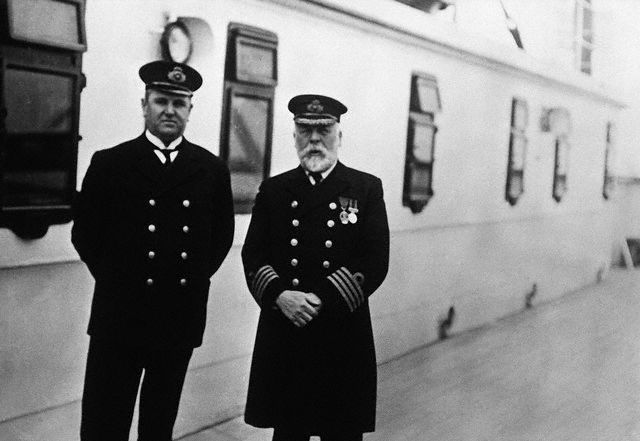
Smith avec le commissaire Hugh McElroy à bord du Titanic, le 11 avril 1912.

Dans la continuité de ses affectations, Smith est muté à bord du sister-ship de l’Olympic, le Titanic, pour son voyage inaugural entre Southampton et New York. Il a été dit que Smith effectuait ici sa dernière traversée avant de partir à la retraite, puisqu'il était âgé de 62 ans,. En réalité, ce fait est loin d'être avéré, Smith n'ayant probablement pas pris de décision à ce moment. De plus, un article publié dans un quotidien de Halifax le 19 avril suivant précise que la White Star Line souhaitait que Smith reste aux commandes du Titanic jusqu'à l'arrivée du troisième navire, le Gigantic,.
Le 1er avril 1912, Smith prend ainsi le commandement du Titanic pour ses essais en mer près de Belfast. Le mauvais temps le force cependant à les repousser jusqu'au lendemain, et les essais sont raccourcis pour tenir les délais de mise en service du navire. Les principaux tests sont cependant effectués, puis le navire part pour Southampton où il arrive dans la nuit du 3 au 4 avril. Le départ est prévu pour le mercredi suivant, le 10.
Le 10 avril 1912, à 7 heures du matin, il dit au revoir à sa fille et à sa femme pour la dernière fois et monte dans le taxi qui l'emmène au port de Southampton. Il arrive à bord du navire vers 8 heures et passe en revue l'équipage avant le départ. Il se rend ensuite sur la passerelle où il dirige les manœuvres aux côtés du pilote côtier.
Une nouvelle catastrophe est évitée de justesse. En effet, en quittant le port, le Titanic aspire les navires alentour. Les aussières de l'un d'entre eux, le New York, cèdent, et le navire se retrouve entraîné dans le sillage du paquebot en mouvement. Une manœuvre des remorqueurs permet d'éviter la catastrophe alors que les deux paquebots sont proches d'à peine un mètre.

#### Traversée
La traversée est sans histoires dans les jours qui suivent. En tant que commandant, Smith n'effectue pas de quart à la passerelle, contrairement à ses officiers. Il se doit en revanche d'être présent sur la passerelle chaque fois que sa présence est nécessaire, notamment en cas de gros temps. Smith dispose par ailleurs d'une suite de trois pièces près de la timonerie et un steward particulier lui est affecté. Il s'agit de James Arthur Paintin, 29 ans, qui le sert depuis qu'il commande l’Adriatic.
Smith joue également un rôle plus mondain et est souvent en contact avec les passagers. Le dimanche 14 avril au matin, il célèbre l'office religieux dans la salle à manger de première classe. Le même jour, dans la soirée, il est invité à un dîner en son honneur au Restaurant à la carte, sur l'initiative de George Widener, première fortune de Philadelphie. À leur table se trouve également Archibald Butt, aide de camp des présidents Roosevelt et Taft. Après le repas, durant lequel, selon la règle, il ne boit pas une goutte d'alcool,, Smith retourne se reposer dans sa cabine, demandant à être averti en cas de problème. Le navire traverse en effet une zone où des glaces ont été repérées, mais la mer est calme et le temps clair, et aucun risque ne semble se profiler.

#### Naufrage
Le 14 avril à 23 h 40, Smith n'est donc pas sur la passerelle. C'est à cette heure que le Titanic heurte un iceberg. La secousse est légère, mais suffisante pour attirer l'attention de Smith qui rejoint les officiers de quart tout en s'habillant. Il interroge le premier officier, William McMaster Murdoch sur ce qui vient de se passer et demande à faire fermer les portes étanches du navire, ce qui a déjà été fait. Avec le quatrième officier Joseph Boxhall, ils se rendent dans l'aileron de manœuvre tribord pour tenter d'apercevoir l'iceberg, puis Smith ordonne à Boxhall d'aller inspecter les dégâts. Informé de l'ampleur des avaries, le commandant fait convoquer l'architecte Thomas Andrews, concepteur du navire, et tous deux partent inspecter les ponts inférieurs. Andrews évalue finalement la durée de vie du navire à une heure et demie, et conseille une évacuation.
Smith prend alors des décisions pour préparer l'évacuation. Il demande notamment de fermer les foyers des chaudières pour éviter des explosions, et fait préparer l'équipage. Il se rend ensuite à la cabine de radio du navire et demande aux opérateurs Phillips et Bride d'envoyer des CQD, signaux de détresse utilisés aux débuts de la radio,. Par la suite, Bride part chercher le commandant pour l'informer des réponses reçues, et tous deux retournent à la salle de radio. Bride s'autorise une blague, glissant à son collègue : « essaie un SOS, c'est le nouveau signal et tu n'auras peut-être plus l'occasion de l'essayer », qui fait sourire les trois hommes. Cependant, la situation n'a rien pour réjouir Smith : le plus proche doit arriver dans 4 heures, bien après la fin prévue du navire.
Smith est très absent durant les opérations de sauvetage, probablement parce que sa présence aurait pu paniquer les passagers. C'est cependant sur son autorisation que les officiers Lightoller et Murdoch s'occupent de la descente des canots. Une survivante, Mrs Stuart J. White, déclare durant les commissions d'enquête suivant le naufrage que le commandant est venu lui-même dans le Grand Escalier du navire pour demander aux passagers d'embarquer dans les embarcations de sauvetage.
Vers 2 h 5, Smith se rend une dernière fois à la cabine radio pour relever les opérateurs de leur service. Ceux-ci restent cependant à leur poste dix minutes de plus. Par la suite, les derniers instants du capitaine Smith prêtent à débat.

#### Mort de Smith

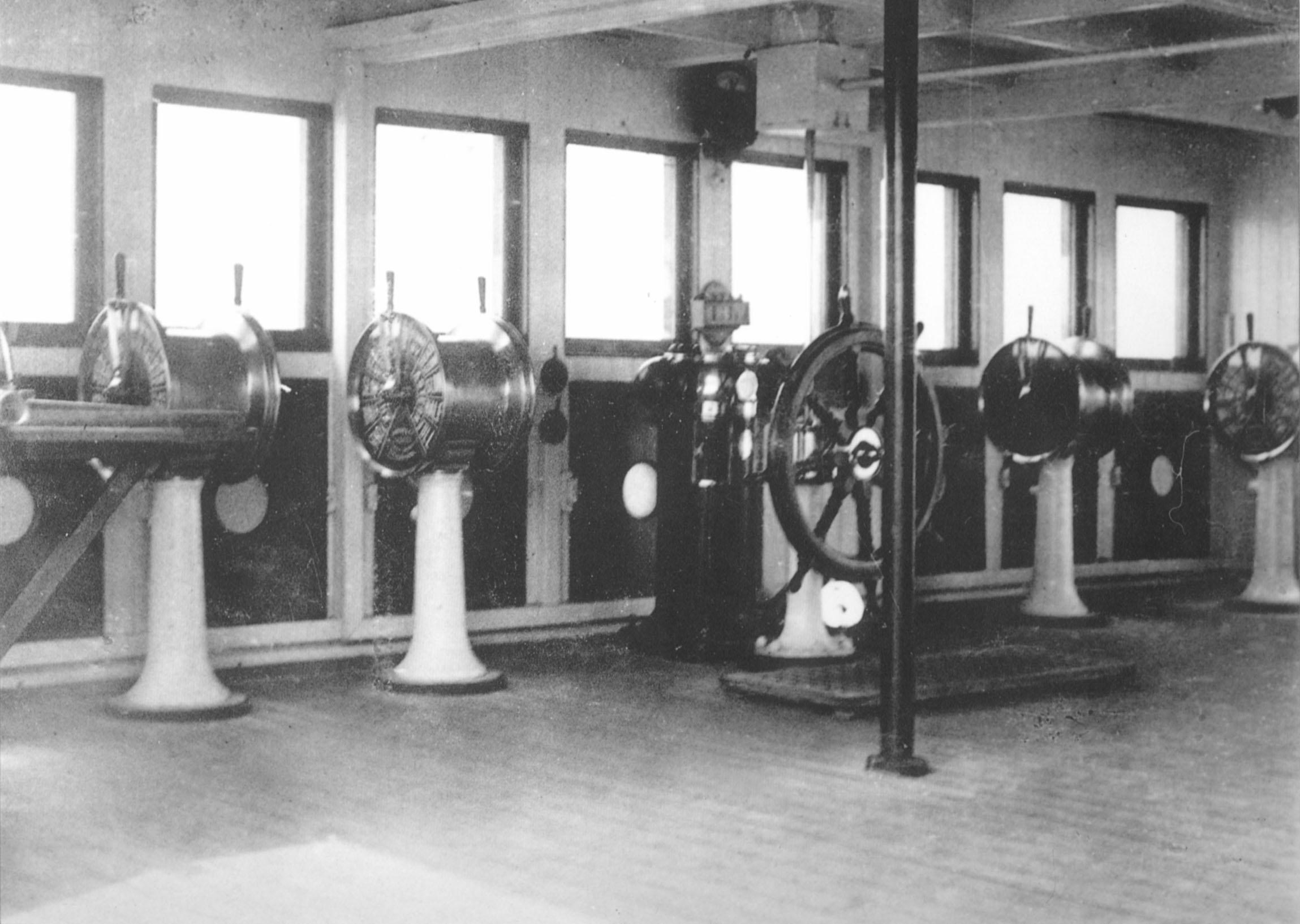
Smith est peut-être mort dans la passerelle de navigation.

Les circonstances de la mort d'Edward John Smith ne sont pas connues avec certitude. Selon la presse, le sculpteur Paul Chevré aurait déclaré avoir vu Smith s'écrier « Ma chance m'a quitté » avant de se tuer avec son arme, ce qui aurait été rapporté par d'autres témoins, mais Chevré a démenti ces « sornettes »,. Cependant, d'autres témoignages infirmant cette version et aucune preuve matérielle n'ayant été retrouvée, cette hypothèse n'est généralement pas retenue,.
D'autres témoignages disent que Smith a été emporté par une vague lorsque l'eau a atteint le pont supérieur. D'autres pensent que Smith a attendu la fin dans la timonerie, sur la passerelle. Certains récits disent qu'il a nagé vers le canot pliable B, qui flottait retourné, mais que, voyant l'embarcation surchargée, Smith aurait fait demi-tour. Une variante veut qu'il ait apporté un bébé à bord de l'embarcation avant de repartir, mais aucun bébé n'a été retrouvé à bord. La version indiquant que Smith s'est jeté à la mer pour secourir un bébé est néanmoins défendue par Walter Lord dans son livre La Nuit du « Titanic » car cela correspondait aux témoignages qu'il avait recueillis et à la personnalité du commandant. L'auteur écrit ainsi : « Personne n'a vraiment su ce qu'est devenu le capitaine Smith. […] Juste avant la fin, le steward Edward Brown le vit traverser la passerelle, son mégaphone à la main. Une minute plus tard, le soutier Hemming montait sur la passerelle, et il n'y avait plus personne. Après que le Titanic eut coulé, le chauffeur Harry Senior le vit en train de nager, un bébé dans les bras. Cette version, bien plus que celle du suicide, correspondait à l'image que l'on peut se faire de cet homme qui dit un jour : "Un certain émerveillement ne me quitte jamais, lorsque, de la passerelle d'un navire, je le vois qui plonge et qui se redresse sans cesse sur la mer pour se frayer un chemin à travers les lames. Si on l'a éprouvé une seule fois, c'est un sentiment qu'on n'oublie jamais. » Enfin, certains ont déclaré l'avoir vu donner l'ordre d'abandonner le navire, et avoir crié : « Conduisez-vous en Britanniques » (« Be British »), citation que l'on retrouve sur plusieurs plaques commémoratives qui lui sont dédiées.
S'il est possible qu'il ait été retrouvé, son corps n'a jamais pu être identifié, ce qui fait que sa fin ne sera probablement jamais connue.

## Postérité

### Hommages, mémoriaux et critiques

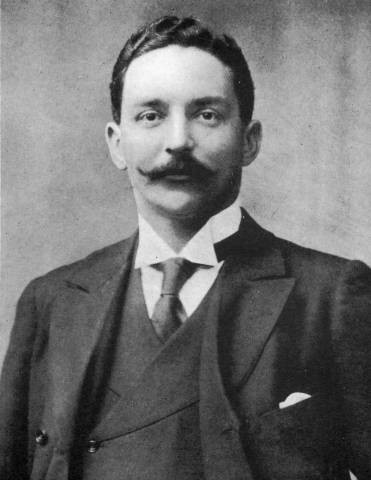
Smith a parfois été accusé d'avoir fait accélérer le Titanic sur ordre de J. Bruce Ismay.

La mort de Smith suscite un profond émoi de la presse, le commandant y étant représenté comme le marin restant à son poste jusqu'à la fin. Ses dernières paroles présumées, « Be British », sont ainsi mentionnées dans nombre d'articles.
Dès 1912, un hommage est rendu à Smith par le musée Madame Tussauds de Londres, avec l'exposition d'une statue de cire représentant Smith, proche d'une statue représentant Guglielmo Marconi. Les statues disparaissent dans un incendie durant les années 1920. En 1913 est examinée l'idée de construire un monument en l'honneur du commandant du Titanic à Lichfield, dans le comté de Staffordshire en Angleterre. Parmi ceux qui examinent la proposition se trouve William James Pirrie, qui était l'un des concepteurs du paquebot. Le monument en question est une statue de bronze sur un socle de granit où repose une inscription :

« Commandant Edward John Smith, RD, RNR. Né le 27 janvier 1850, mort le 15 avril 1912. Il a laissé à ses compatriotes le souvenir et l'exemple d'un grand cœur, d'une vie noble et d'une mort héroïque. « Conduisez-vous en Britanniques ! » »

Le 29 juillet 1914, Helen Smith inaugure la statue en l'honneur de son père. Une plaque commémorative se trouve également dans l'école où E.J. Smith a étudié, à Hanley. Elle se trouvait auparavant dans la mairie du village.
Cependant, la postérité de Smith n'est pas seulement positive. Certains l'ont accusé d'avoir été aux ordres de Joseph Bruce Ismay qui lui aurait demandé de faire augmenter la vitesse du navire. Ces accusations viennent notamment de rescapés dont le major Arthur Godfrey Peuchen qui déclare que, « J. Bruce Ismay était au fait de la présence d'icebergs, mais a délibérément tenté la chance, pour des raisons qu'il est plus habilité à expliquer » et que « pendant que le Titanic était en danger, cet Ismay et le capitaine Smith participaient à un dîner en première classe ». Bien qu'infondée, l'idée que Smith avait fait accélérer le navire pour atteindre New York plus vite s'est répandue. Elle s'est parfois transformée jusqu'à déclarer que Smith voulait finir sa carrière en beauté, en faisant remporter le Ruban bleu au Titanic pour son dernier voyage. Cette légende est fausse, le Titanic n'ayant tout simplement pas la puissance nécessaire pour battre le record détenu à l'époque par le Mauretania.

### Controverse sur sa survie

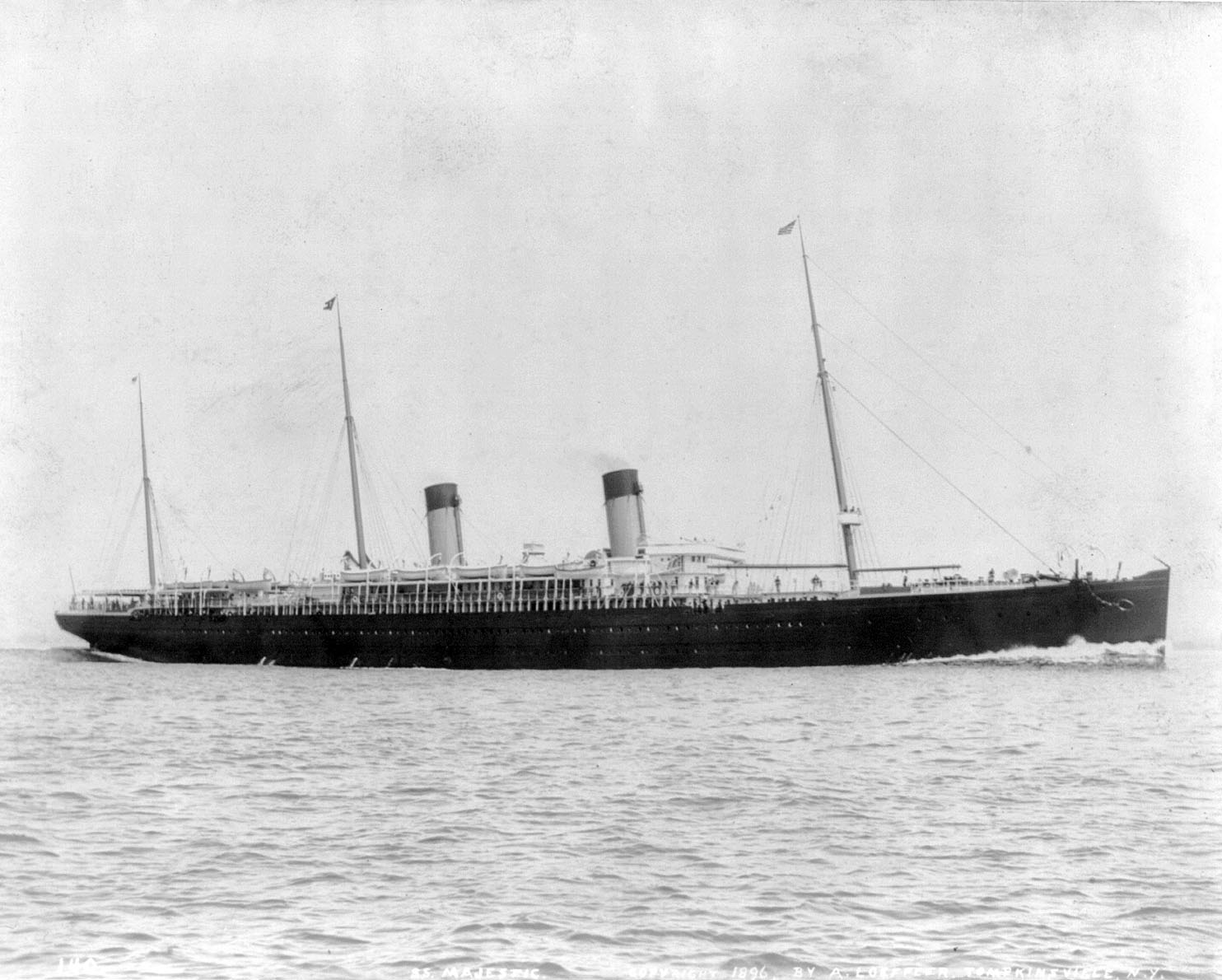
C'est à bord du Majestic que Peter Pryal a servi avec Smith.

Le 21 juillet 1912, The New York Times publie une nouvelle selon laquelle le capitaine Edward John Smith aurait survécu au naufrage. À Baltimore, un marin du nom de Peter Pryal a déclaré avoir aperçu Smith au détour d'une rue et l'avoir interpellé. Le commandant lui aurait répondu qu'il allait bien et qu'il avait à faire. Pryal, qui avait servi avec Smith à bord du Majestic est examiné par un médecin, qui le déclare tout à fait sain d'esprit.
De même, en 1940, le magazine Life, mentionne la mort, en 1915, d'un homme surnommé « Smith le silencieux » (Silent Smith), qui ne parlait pas, sauf pour dire son nom, Smith. Selon l'article, la corpulence et l'apparence de cet homme étaient proches de celles du véritable E.J. Smith. Aucun autre élément, ni témoignage, n'indique pourtant que Smith aurait pu survivre, et s'il l'a fait, sa famille n'en a jamais rien su.

### Dans la culture populaire

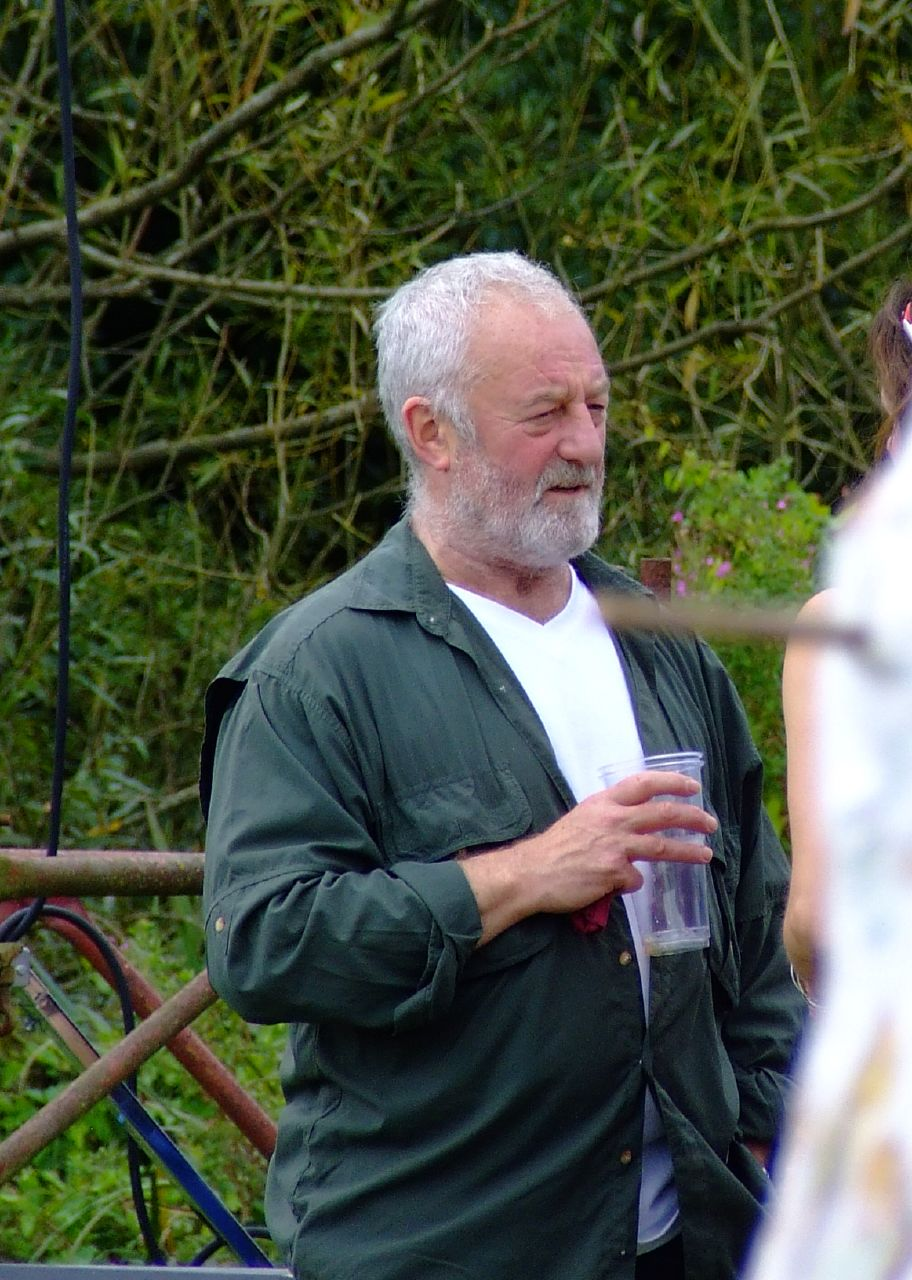
Bernard Hill interprète Smith dans le film Titanic de James Cameron.

En tant que capitaine du Titanic, Edward Smith est l'un des rôles obligés dans les films consacrés au navire.
Bien que le capitaine apparaisse dans le film muet In Nacht und Eis (1912), il n'est pas mentionné sous son nom, et l'acteur n'est pas crédité. Le film respecte par ailleurs peu la réalité historique, et le capitaine meurt noyé et est la seule victime du naufrage.
La première apparition nommée de Smith se fait dans le film allemand Titanic de 1943. Dans celui-ci, Smith est interprété par Otto Wernicke. Smith est représenté dans cette œuvre de propagande nazie comme un homme lâche et totalement dévoué à Ismay qui veut atteindre l'Amérique le plus tôt possible, quelles qu'en soient les conséquences. En 1958, il est interprété par Laurence Naismith dans Atlantique, latitude 41°. Le film, réalisé grâce aux témoignages de rescapés, est très fidèle à la réalité.
Dans la mini-série Le Titanic de 1996, Smith est interprété par George C. Scott. Ismay lui demande de naviguer à toute vitesse à travers l'Atlantique pour remporter le célèbre Ruban bleu, mais cette fois le capitaine entend rester ferme. Son rôle dans la catastrophe est discutable.
Dans le film Titanic de James Cameron, il est joué par Bernard Hill. Smith y est également influencé par Ismay, et meurt sur la passerelle sans chercher à sauver sa vie. La scène a été filmée par James Cameron lui-même, équipé d'une combinaison de plongée.